# Garugadiplosis brevipalpis
Garugadiplosis brevipalpis är en tvåvingeart som beskrevs av Deshpande, Shaikh och Sharma 2002. Garugadiplosis brevipalpis ingår i släktet Garugadiplosis och familjen gallmyggor. Inga underarter finns listade i Catalogue of Life.